# Puerto Salgar
Puerto Salgar là một khu tự quản thuộc tỉnh Cundinamarca, Colombia. Thủ phủ của khu tự quản Puerto Salgar đóng tại Puerto Salgar Khu tự quản Puerto Salgar có diện tích ki lô mét vuông. Đến thời điểm ngày 28 tháng 5 năm 2005, khu tự quản Puerto Salgar có dân số 11065 người.